# South Portland
South Portland – miasto (city) w hrabstwie Cumberland, w południowo-zachodniej części stanu Maine, w Stanach Zjednoczonych, położone nad zatoką Casco, na południowym brzegu estuarium Fore River, naprzeciw miasta Portland. W 2013 roku miasto liczyło 25 255 mieszkańców.